# تضخم أبدي
التضخم الأبدي (بالإنجليزية: Eternal inflation) هو نموذج افتراضي لتضخم الكون، وهو بحد ذاته ثمرة أو امتداد لنظرية الانفجار العظيم.
وفقًا للتضخم الأبدي، تستمر المرحلة التضخمية من توسع الكون إلى الأبد في معظم أنحاء الكون. نظرًا لأن مناطق الكون تتوسع بمعدل أسي سريع، فإن معظم حجم الكون يتضخم باستمرار. لذلك، ينتج التضخم الأبدي أكوان متعددة افتراضية لا نهائية، حيث لا يتوقف التضخم إلا في حجم كسري ضئيل.
قدم بول ستينهاردت، أحد المؤسسين الأصليين للنموذج التضخمي، المثال الأول للتضخم الأبدي في عام 1983، وأظهر ألكسندر فيلينكين أنه نموذج عام.
يشير بحث آلان جوث المنشور عام 2007 تحت عنوان «التضخم الأبدي وتداعياته»، إلى أنه في ظل الافتراضات المعقولة، و«على الرغم من أن التضخم هو أبدي بشكل عام نحو المستقبل، إلا أنه ليس أبديًا نحو الماضي.» شرح جوث تفاصيل ما كان معروفًا عن الموضوع في ذلك الوقت، وأثبت أن التضخم الأبدي لا يزال يعتبر النتيجة المُرجحة للتضخم، بعد أكثر من 20 عامًا من تقديم نظرية التضخم الأبدي لأول مرة من قبل شتاينهاردت.

## نظرة عامة

### تطور النظرية
تطورت نظرية التضخم، أو نظرية الكون التضخمي، في الأصل كوسيلة للتغلب على المشاكل القليلة المتبقية مع ما اعتُبر نظريةً ناجحة للكون باستثناء تلك المشاكل، ألا وهي نموذج الانفجار العظيم.
في عام 1979، قدم آلان جوث النموذج التضخمي للكون لشرح سبب تسطح الكون وتجانسه (في إشارة إلى التوزيع السلس للمادة والإشعاع على نطاق واسع). كانت الفكرة الأساسية هي أن الكون خضع لفترة من التوسع السريع المتسارع بعد فترة قصيرة من الانفجار العظيم. قدم آلان آلية لتفسير كيف بدأ التضخم عن طريق ما يُعرف باسم طاقة الفراغ الزائف. صاغ جوث مصطلح «التضخم»، وكان أول من ناقش النظرية مع علماء آخرين حول العالم.
كانت صياغة جوث الأصلية إشكالية، إذ لم تكن هناك طريقة لنمذجة انتهاء حقبة التضخم وتشكل الكون الحار وموحد الخواص والمتجانس الذي يُرصد اليوم. على الرغم من أن الفراغ الزائف قد يضمحل إلى «فقاعات» فارغة مكونة من «الفراغ الحقيقي» الذي توسع بسرعة الضوء، لا يمكن للفقاعات الفارغة الاندماج لإعادة تسخين الكون، لأنها لا تستطيع مواكبة بقية الكون المتضخم.
في عام 1982، توصل كل من أندريه ليندي وأندرياس ألبريشت وبول جيه بشكل مستقل إلى حل «مشكلة الخروج الأنيق» هذه. أظهر الحل طريقة انتهاء التضخم دون الحاجة إلى فقاعات فارغة، ليصبح بدلًا من ذلك كونًا ساخنًا آخذًا بالاتساع. كانت الفكرة الأساسية هي حدوث «تطور بطيء» مستمر من الفراغ الزائف إلى الحقيقي دون تكوين أي فقاعات. أُطلِق على النموذج المُحسن اسم «التضخم الجديد.»
في عام 1983، كان بول شتاينهاردت أول من أظهر أن «التضخم الجديد» لا يجب أن يتوقف في جميع أرجاء الكون. بدلًا من ذلك، قد ينتهي فقط في رقعة محدودة أو فقاعة ساخنة مليئة بالمادة والإشعاع، ليستمر التضخم في معظم الكون أثناء تشكيله المزيد من الفقاعات الساخنة مع مرور الزمن. أظهر ألكسندر فيلينكين أنه عند تضمين التأثيرات الكمية بشكل صحيح، فهذه الفكرة في الواقع عامة لجميع نماذج التضخم الجديدة.
بالاستعانة بالأفكار التي قدمها شتاينهاردت وفلينكين، نشر أندريه ليندي نموذجًا بديلًا للتضخم في عام 1986 استخدم فيه هذه الأفكار لتقديم وصف تفصيلي لما أصبح يعرف باسم نظرية التضخم الفوضوي أو التضخم الأبدي.